# 尚迪韦尔
尚迪韦尔（法語：Champdivers，法語發音：[ʃɑ̃divɛʁ]）是法国汝拉省的一个市镇，位于该省西北部，属于多勒区。

## 地理
尚迪韦尔（47°0'34"N, 5°23'7"E）面积7.45 平方千米，位于法国勃艮第-弗朗什-孔泰大區汝拉省，该省份为法国东部内陆省份，北起上索恩省，西北接科多尔省，西临索恩-卢瓦尔省，南至安省，东与杜省和瑞士接壤。
与尚迪韦尔接壤的市镇（或旧市镇、城区）包括：塔沃、绍桑、莫莱、珀瑟、拉翁、圣欧班、圣巴兰。
尚迪韦尔的时区为UTC+01:00、UTC+02:00（夏令时）。

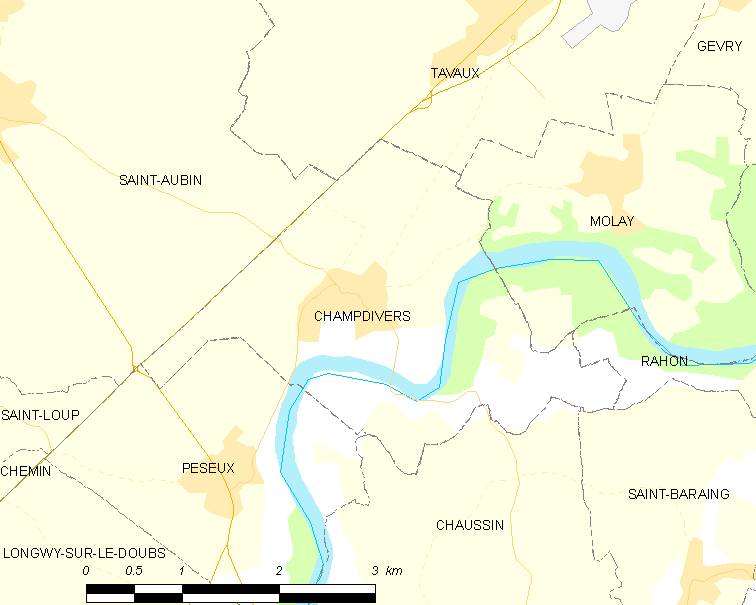
尚迪韦尔的OSM定位图

## 行政
尚迪韦尔的邮政编码为39500，INSEE市镇编码为39099。

## 政治
尚迪韦尔所属的省级选区为塔沃县。

## 人口

尚迪韦尔1962-2008年间人口变化图示

尚迪韦尔于2022年1月1日时的人口数量为445人。